# Jules Dupré
Jules Louis Dupré (5 de abril de 1811 - 6 de outubro de 1889) foi um pintor francês, um dos principais membros da escola Barbizon de pintores paisagistas. Se Corot significa a letra e Rousseau pelo aspecto épico da poesia da natureza, Dupré é o expoente de seus aspectos trágicos e dramáticos.